# Monilia carbonaria
Monilia carbonaria är en svampart som beskrevs av Cooke 1886. Monilia carbonaria ingår i släktet Monilia och familjen Sclerotiniaceae.   Inga underarter finns listade i Catalogue of Life.